# Qayamat
Qayamat (tłumaczenie: "Apokalipsa", inny tytuł :"Qayamat: City Under Threat") – indyjski thriller wyreżyserowany w 2003 roku przez Harry Baweja. Film jest remakiem hollywoodzkiego filmu Twierdza. W rolach głównych Ajay Devgan i Sunil Shetty. Film był w Indiach nagrodzony i nominowany do nagród za akcje, efekty specjalne i zdjęcia.

## Fabuła
Milionom ludzi w Mumbaju grozi śmierć w męczarniach po ataku bronią biologiczną. Wirus użyty do produkcji niebezpiecznych rakiet został na zlecenie pakistańskiego generała ukradziony z indyjskiego laboratorium przez dwóch braci gangsterów Ali i Abbasa Ramani i ich wspólną ukochaną Lailę. Porwawszy 200 zakładników okupują oni więzienie umiejscowione na wyspie naprzeciwko miasta. Od rządu Indii żądają niezawisłości Kaszmiru, setek milionów rupii i  zapewnienia im możliwości ucieczki. Kierujący akcją komandosów oficer wywiadu Akram Sheikh (Sunil Shetty)  bierze do pomocy specjalnie na tę okazję uwolnionego z więzienia Rachita (Ajay Devgan), jedynego przestępcę, któremu udało się kiedyś uciec z więzienia okupowanego teraz przez terrorystów.

## Obsada
- Ajay Devgan – Rachit
- Sunil Shetty – Akram Sheikh (oficer policji)
- Sanjay Kapoor – Abbas Ramani
- Arbaaz Khan – Ali Ramani
- Chunky Pandey – Gopal, naukowiec
- Ayub Khan
- Isha Koppikar – Laila
- Riya Sen – Sheetal
- Neha Dhupia – Sapna
- Aashish Chowdhry – Rahul, naukowiec

## Piosenki
- Woh Ladki Bahut Yaad Aati Hai
- Dil Chura Liya
- Aitbaar Nahi Karna
- Mujhe Tumse Mohabbat Hai
- Yaar Pyar Ho Gaya
- Mera Dil – Dil Tu Le Le
- Qayamat – Qayamat